# Football Club Simulator
Football Club Simulator es un videojuego de gestión futbolística en el que el jugador toma el control de un club, desarrollado por la empresa española de videojuegos FX Interactive, y continuación de la saga FX Fútbol. Los hermanos Ruiz, fundadores de Dinamic y creadores de PC Fútbol, son los responsables del título. Fue lanzado al mercado en formato digital el 4 de marzo de 2016. Football Club Simulator 21, lanzado el 27 de mayo de 2021 en Steam, es su última versión.

## Historia
Football Club Simulator es el cuarto mánager deportivo de FX Interactive, tras FX Fútbol, FX Fútbol 2.0 y FX Fútbol 2015. La primera versión fue conocida después de que el periodista deportivo Alexis Martín Tamayo (conocido como Mr. Chip), informase de su desarrollo a través de la red social Twitter en febrero de 2013. Tres meses más tarde, en mayo, el juego salió a la venta, recuperando el espíritu de PC Fútbol. Su equipo de desarrollo contaba con los fundadores de la saga original, los hermanos Ruiz, y el director de desarrollo original de la fraquicia, Carlos Abril.
A finales de 2013 se lanzó al mercado FX Fútbol 2.0, una nueva versión que ampliaba el juego añadiendo cuatro ligas más (Inglaterra, Italia, Alemania y Francia), actualizado también a la temporada 2013-2014. Un año más tarde, en 2014, se publicó FX Fútbol 2015, con Pablo Ruiz asumiendo la dirección del título. Gaby Ruiz, periodista y otro de los fundadores de la mítica saga, lleva involucrado en el videojuego desde su primera versión, poniendo su voz también a los comentarios del juego en el simulador 3D junto a Adolfo Barbero.

### Internacionalización del juego
En marzo de 2016 se lanza en formato digital, tanto en la FX Store (la tienda digital de FX Interactive) como en Steam, Football Club Simulator. Basado en la edición internacional de FX Fútbol 2015, FCS presenta una localización al castellano, inglés, italiano, francés y alemán, plantillas actualizadas a la temporada 2015-2016 y diversas mejoras con respecto a la última versión.
La inteligencia artificial fue mejorada en el simulador virtual del título, así como en los resultados de los partidos y en el mercado de fichajes. Se remodeló al completó el sistema de estadísticas de los jugadores para hacerlo más realista, además de corregir diversos bugs presentes en las tres ediciones previas. También se añadieron dos ligas más, la argentina y la mexicana.

## Football Club Simulator 17
El 3 de junio de 2017 fue lanzada la versión 17 del título, con nuevos añadidos como la posibilidad de elegir un modo de fichajes oficiales (respetando los plazos reales de verano e invierno); un nuevo modelo de cantera llamado 'Escuela de fútbol', donde poder añadir o despedir juveniles y cuidar su progresión antes de promocionarlos al primer equipo; una revisión total de la pantalla 'Alineación', un nuevo sistema de 'Tácticas' más realista y numerosas mejoras en cuanto a los algoritmos e inteligencia artificial con respecto a fichajes. En total, el juego presenta más de 100 mejoras.
También incluye la actualización de plantillas a la temporada 2016-2017, con los fichajes de invierno, así como 50 equipos nuevos y más de 1.000 jugadores creados.

## Football Club Simulator 18
La última versión del videojuego fue lanzada en Steam el 3 de noviembre de 2017 tras un proceso de beta privada que duró dos meses y contó con cientos de participantes. Al igual que la anterior versión, FCS 18 está disponible de forma gratuita para todos los usuarios que posean Football Club Simulator o cualquier edición de FX Fútbol.
Entre las novedades, destacan la implementación de la pretemporada con cinco partidos y 30 torneos de verano, un tope salarial por países y divisiones, mejoras en el sistema de evolución de futbolistas y en los modos Highlights y Resultado de los partidos. El modo Highlights, en concreto, ha sido totalmente remodelado con más de 70 eventos durante los partidos.
La base de datos de la temporada 2017-2018, dirigida por los periodistas Gaby Ruiz y Néstor Sáez, incluye 40 nuevos equipos, incluidos algunos estadounidenses y chinos, añadiendo 1.000 jugadores nuevos a los 13.000 ya existentes.

## Football Club Simulator 19
El 30 de noviembre de 2018 se publicó en Steam una nueva actualización del videojuego con todas las plantillas de los equipos actualizadas a la temporada 2018-2019. Del mismo modo, el título incluía nuevos equipos de las categorías inferiores, competiciones europeas y latinoamericanas. La base de datos volvió a estar dirigida por Gaby Ruiz y Néstor Sáez.

## Football Club Simulator 20
La nueva actualización de plantillas del videojuego, con toda la temporada 2019-2020, salió al mercado el 26 de mayo de 2020, de forma gratuita para quienes ya tuviesen alguna de las versiones previas del título en Steam o FX Store. Al igual que actualizaciones previas, incluye todos los nuevos equipos presentes en categorías inferiores o competiciones continentales, más los que ya estaban creados, con la base de datos dirigida por Gaby Ruiz y Néstor Sáez.

## Football Club Simulator 21
La última versión del juego fue lanzada en Steam el 27 de mayo de 2021, alcanzando la cifra más alta de equipos y jugadores hasta la fecha: 640 clubes y más de 17.000 jugadores. La base de datos, dirigida por Gaby Ruiz y Néstor Sáez, incluye además de los equipos necesarios para la disputa de las competiciones jugables, nuevos clubes rusos, brasileños o de categorías inferiores europeas.
Esta última edición también incluye mejoras de estabilidad y rendimiento, así como la corrección de algunos bugs menores detectados.

## Modos de juego
Al igual que los PC Fútbol originales, Football Club Simulator presenta dos modos de juego: Mánager y ProManager.
Modo Manager. El jugador elige cualquier equipo de los más de 280 disponibles entre las ligas española, inglesa, italiana, alemana, francesa, argentina y mexicana. Toda la partida se desarrolla en el mismo club, sin posibilidad de cambiar, aunque sí puedes ser despedido por la directiva si la situación económica es insostenible (game over).
Modo Promanager. El jugador tiene que elegir entre los equipos más modestos de los siete países. Al final de cada temporada, el entrenador puede elegir si continúa en el equipo que dirige o ficha por otro que esté interesado en él. Así, puede variar de país o división a lo largo de los años. La directiva puede despedir al usuario tanto por mala gestión económica como por sus resultados deportivos, aunque en este modo podrá continuar jugando en un conjunto nuevo.
Salvando esas diferencias, la experiencia de juego es la misma en ambos modos. El jugador tendrá que ocuparse de cuatro áreas principales de la gestión de un equipo: el calendario y clasificaciones, que habrá que tener en cuenta para planificar; la gestión de nuestro equipo, su estado de forma, su distribución y sus tácticas a la hora de saltar al campo; el mercado de fichajes, la gestión de la plantilla y el desarrollo de la cantera; y por último, la gestión financiera y del estadio. El juego cuenta con diversos asistentes que permitirán automatizar la mayoría de las tareas si el usuario lo desea.

## Equipos, competiciones y licencias
Football Club Simulator permite al jugador participar en siete ligas diferentes (cada una con dos categorías) y todas las competiciones de cada país. En total, el usuario puede sumar a su palmarés personal más de 35 títulos, incluidos la Copa de Europa, la Liga Europa, la Copa Libertadores o la Supercopa europea. Desde su versión 21, el videojuego incluye más de 640 equipos de 50 países (más de 280 jugables) y más de 17.000 jugadores.
Al igual que las ediciones de FX Fútbol, Football Club Simulator no dispone de equipos licenciados, aunque sí cuenta con un editor llamado "MyTeam" que permite ajustar completamente los nombres de jugadores y equipos, así como sus equipaciones y escudos.
Desde la versión 17, el juego tiene operativo el sistema Steam Workshop, el cual permite a los usuarios subir y descargar de manera sencilla diferentes mods para editar los jugadores, equipos, entrenadores y escudos del juego. El más popular y completo, con todos los datos corregidos, es el de PCFutbolmanía.
- Ligas disponibles

1. España (Primera y Segunda división)
2. Inglaterra (Premier League y The Championship)
3. Alemania (Bundesliga y 2.Bundesliga)
4. Italia (Serie A y Serie B)
5. Francia (Ligue 1 y Ligue 2)
6. Argentina (Primera y Primera B)
7. México (Primera y Liga de Ascenso)

## Juegos similares
- PC Fútbol (Dinamic Multimedia)
- FIFA Manager (EA Sports)
- Football Manager (Sports Interactive/Sega)
- Manager De Liga (Codemasters)